# Гримани, Джованни
Джованни Гримани (итал. Giovanni VI Grimani; 8 июля 1506, Венеция — 3 октября 1593, Венеция) — один из представителей знатной венецианской семьи, племянник кардинала Доменико Гримани, брат Марино Гримани, епископ и патриарх Аквилеи.

## Биография
Джованни был четвёртым сыном Джероламо Гримани и Елены Приули. Служил епископом Сенеды с 1520 по 1531 год и, с 1540 по 1545 год, патриархом Аквилеи между 1545 и 1550 и 1585 и 1593 годами. В качестве патриарха он инициировал два епархиальных синода в 1565 и 1584 годах. Джованни Гримани не произведи в кардиналы, поскольку его подозревали в сочувствии некоторым лютеранским идеям, противоречащим католической ортодоксии. Он лично защищался от этих обвинений на Тридентском соборе 1563 года.
Образованный человек и увлечённый коллекционер классического искусства, он заказал расширение Палаццо Гримани ди Санта-Мария-Формоза в районе Кастелло, в котором собрал значительную коллекцию произведений искусства. В 1587 году он подарил свою коллекцию (около двухсот предметов, в том числе произведения античной скульптуры, в дополнение к шестнадцати, подаренным его дядей Доменико) Венецианской республике. Он также способствовал многим культурным начинаниям в Венеции. В 1596 году после его смерти коллекция была присоединена к собранию библиотеки Марчиана. Коллекция Джованни Гримани сформировала первоначальное ядро современного Национального археологического музея Венеции (Museo Archeologico Nazionale di Venezia).